# Dimension septentrionale
- États membres
- Candidats reconnus
- Candidats potentiels
- Partenariat oriental
- Accord de partenariat et de coopération avec la Russie
- États membres de l'Association européenne de libre-échange
- Partenariat Euromed
- Autres pays de l'UPM

La Dimension septentrionale est un programme de l'Union européenne ayant pour objectif une coopération transfrontalière des pays d'Europe du Nord et de la Russie entre eux.

## Historique
Initiée en 1997 par Paavo Lipponen, alors Premier ministre de Finlande, la Dimension septentrionale couvre aussi bien la Scandinavie que les pays baltes et la région de Saint-Pétersbourg. La Pologne et l'Allemagne sont également directement concernées à l'occasion.
Reflet des changements politiques survenus dans cette région du monde dans les années 1990, la Dimension septentrionale se veut un pendant nordique au partenariat euro-méditerranéen. À l'usage, elle a suscité moins d'adhésions que celui-ci, l'intégration de la région sur les plans politiques et économiques étant un fait acquis depuis la chute du mur de Berlin.

## Partenaires

### États partenaires
- Islande
- Norvège
- Russie
- Union européenne + les États membres à titre national et notamment :
  -  Estonie
  -  Finlande
  -  Lettonie
  -  Lituanie
  -  Suède

### Autres États
- Biélorussie - État associé
- Allemagne - occasionnellement
- Danemark - occasionnellement
- Pologne - occasionnellement
- Canada - observateur
- États-Unis - observateur

### Organismes internationaux
- Conseil de l'Arctique
- Conseil euro-arctique de Barents
- Conseil des États de la mer Baltique
- Conseil nordique des ministres
- Banque européenne pour la reconstruction et le développement
- Banque européenne d'investissement
- Banque nordique d'investissement

## Partenariats
Pour faciliter la mise en œuvre du projet de dimension septentrionale, quatre partenariats axés sur les thèmes suivants ont été établis :
- environnement (PEDS[1])
- santé publique et bien-être social (NDPHS[2])
- transports et logistique (NDPTL[3])
- culture (NDPC[4])

## Compléments